# Lacydonia mikrops
Lacydonia mikrops är en ringmaskart som beskrevs av Ehlers 1913. Lacydonia mikrops ingår i släktet Lacydonia och familjen Lacydoniidae. Inga underarter finns listade i Catalogue of Life.